# Zumatrichia chiriquiensis
Zumatrichia chiriquiensis är en nattsländeart som beskrevs av Oliver S. Flint Jr. 1970. Zumatrichia chiriquiensis ingår i släktet Zumatrichia och familjen smånattsländor. Inga underarter finns listade i Catalogue of Life.